# Иван Мицов
Вижте пояснителната страница за други личности с името Иван Мицов.
Иван Мицов или Мицев е български просветен деец от Македония.

## Биография
Роден е в Кратово, в Османската империя, днес Северна Македония. В 1899 година завършва с четиринадесетия випуск Солунската българска мъжка гимназия. Работи като учител в родния си град, когато главен учител в Кратово е Антон Тошев. За периода му в Кратово е описан:
| „ | Иван Мицов по скромност и трудолюбие твърде много се схожда с главния учител. В мое присъствие той държа един образцов урок по геометрия във ІІ клас. Разказът му е твърде лек и жив, а обучението води занимателно, увлекателно даже за учениците. | “ |

Започва да преподава в град Струмица, в българската гимназия „Св. св. Кирил и Методий“, която е бившата Солунска българска мъжка гимназия, преместена в Струмица, след като Солун попада в Гърция след Балканските войни. Назначен е за учител там в учебната 1913/1914 година.